# Гринвичский морской госпиталь

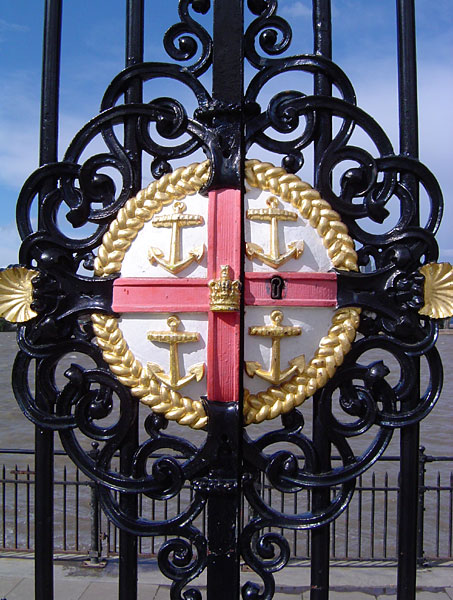
Герб Гринвичского госпиталя

Гринвичский морской госпиталь (англ. Royal Naval Hospital) — инвалидный дом, учреждённый на южном берегу Темзы в Гринвиче по инициативе английской королевы Марии II в 1694 году, после одного из сражений Войны за английское наследство, для призрения ветеранов британского флота.
Как и военный госпиталь в Челси, флотский госпиталь в Гринвиче строился в 1696—1712 гг. по проекту Кристофера Рена под руководством его ассистента Николаса Хоксмура. В заключительном этапе строительных работ принимал участие также Джон Ванбру.
Миниатюрный Куинс-хаус, сохранявшийся в Гринвиче от тюдоровского дворца (в котором родилась Елизавета I), было решено не трогать. Более того, для сохранения вида со стороны Темзы «дом королевы» был помещён Реном в центр новых построек, которые ныне огибают его со всех сторон.
На начальном этапе было возведено четыре здания, наречённых в честь королей Карла и Вильгельма, королев Марии и Анны. Строительство церкви при госпитале затянулось до 1742 года, причём после пожара она была основательно перестроена в 1779 году.
В 1869 году госпиталь был переведён из Гринвича в графство Саффолк. Постройки Рена было решено передать в ведение Королевского военно-морского колледжа, который занимал их с 1873 по 1998 годы. В настоящее время в них размещается Национальный военно-морской музей и Университет Гринвича.
Гринвичский госпиталь стал одной из вершин реновского классицизма. Его мотивы часто проскальзывают в творчестве эдвардианских архитекторов (характерный пример — Ливерпульский порт). В 1997 году вместе с близлежащей Гринвичской обсерваторией здания госпиталя были объявлены ЮНЕСКО памятниками Всемирного наследия человечества.